# Malmen, Norrtälje kommun
Malmen är en bebyggelse nordväst om Norrtälje i Lohärads socken i Norrtälje kommun. SCB avgränsar här från 2023 en småort.